# Geroda
Geroda é um gênero de traça pertencente à família Arctiidae.